# Borgå svenska domkyrkoförsamling

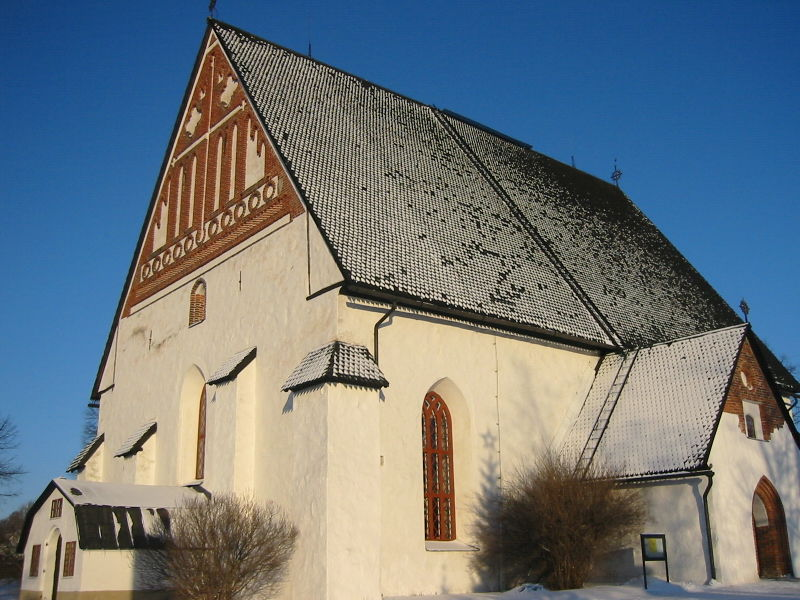
Borgå domkyrka

Borgå svenska domkyrkoförsamling är en församling i Domprosteriet i Borgå stift inom Evangelisk-lutherska kyrkan i Finland. Församlingen samlar 12 650 svenskspråkiga kyrkomedlemmar (08/2018) från Borgå stads område. Församlingens huvudkyrka är Borgå domkyrka (ca 1480). 
Domprost i församlingen är Mats Lindgård (f. 1962). Församlingen är också hemförsamling för biskopen i Borgå stift.